# Manuel Frederick
Manuel Frederick, född den 20 oktober 1948, är en indisk landhockeyspelare.
Han tog OS-brons i herrarnas landhockeyturnering i samband med de olympiska sommarspelen 1972 i München.